# Torbjörn Eriksson (militär)

För andra personer med samma namn, se Torbjörn Eriksson.  
Tommos Lars Torbjörn Eriksson, född 8 november 1963 i Mora församling i Kopparbergs län, är en svensk militär.

## Biografi
Eriksson avlade officersexamen 1988 och utnämndes samma år till fänrik vid Blekinge flygflottilj, där han befordrades till kapten 1992 och till major 1995. Han var chef för Flygbefälsskolan vid Luftstridsskolan från 2008 till 2012.[källa behövs] Efter att ha befordrats till överstelöjtnant var han ställföreträdande chef för Luftstridsskolan. Han var tillförordnad chef för skolan från och med den 1 januari 2013 till och med den 31 maj 2014, varefter han återgick till befattningen som ställföreträdande chef. Eriksson är sedan den 1 augusti 2017 försvarsattaché vid ambassaden i Budapest med sidoackreditering vid ambassaderna i Zagreb och Sofia.